# Il destino del faraone
Il destino del faraone (Celtic Empire) è il venticinquesimo romanzo scritto da Clive Cussler, assieme al figlio Dirk Cussler, basato sulle avventure di Dirk Pitt, pubblicato nel 2018.

## Trama
Nell'antico Egitto un'epidemia mortale risparmia Merytaton, la figlia del faraone, e i suoi schiavi grazie all'estratto di una pianta, il Silfio che immunizza le persone. La principessa fugge in Irlanda dove muore in battaglia e viene sepolta insieme ai semi della pianta. 
La squadra NUMA, indagando su episodi accaduti in diverse parti del mondo, accomunati dall'insorgere di una malattia sconosciuta e da una azienda di risanamento biologico delle acque, scopre le trame di un complotto che potrebbe cambiare le sorti dell'umanità intera.

## Edizioni
- Clive Cussler, Dirk Cussler, Il destino del faraone, traduzione di Federica Garlaschelli, collana I maestri dell'avventura, Longanesi, 30 gennaio 2020,  p. 416, ISBN 978-88-304-5435-4.
- Clive Cussler, Dirk Cussler, Il destino del faraone, traduzione di Federica Garlaschelli, collana I maestri dell'avventura, TEA, 15 luglio 2021,  p. 416, ISBN 9788850260485.